# Ассирийская преемственность
|  |

|  |

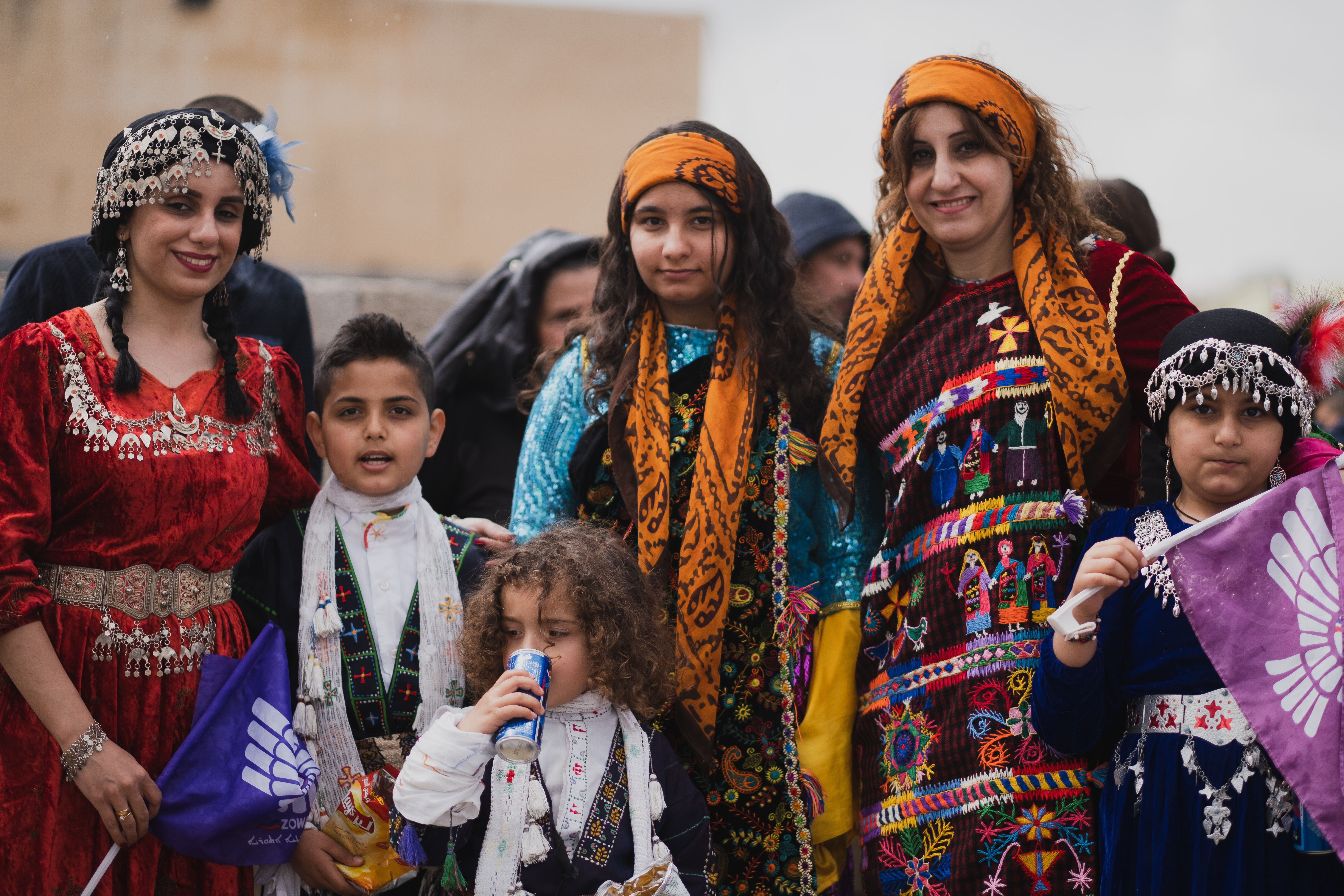
Ассирийцы отмечают ежегодный праздник Kha b’Nisan (Akitu) в Дахуке, Ирак

Ассирийская преемственность — изучение связи между современным ассирийским народом и народами и древней Ассирии и Месопотамии в целом. Ассирийская непрерывность является ключевой частью идентичности современного ассирийского народа. Нет археологических, генетических, лингвистических или письменных исторических доказательств того, что ассирийское и месопотамское население было уничтожено, выселено, или заменено в результате падения Ассирийской империи. Современная наука практически единогласно поддерживает ассирийскую непрерывность существования, признавая современных ассирийцев как этнических, языковых, исторических и генетических потомков восточно-ассирийско-говорящего населения Бронзового века и железного века Ассирии, и Месопотамии в целом, которые состояли как из старого ассирийского населения, так и из соседних народов депортированных на ассирийскую землю.
Из-за начальной длительной нехватки исторических источников, помимо Библии и некоторых неточных работ нескольких классических авторов, многие историки до начала XIX века считали, что ассирийцы были полностью уничтожены, хотя это не соответствовало мнению коренных жителей в регионе Месопотамии. Современная ассириология всё более успешно и охотно опровергает эту точку зрения, что ассирийцы не сохранились; сегодня ассириологи и историки признают, что ассирийская культура, идентичность, язык и народ явно выжили после жесткого падения Новоассирийской империи и продолжили существовать до современности. Последний период древней ассирийской истории теперь считается долгим послеимперским периодом с VI века до VII века н. э., в течение которого аккадский язык постепенно вымирал, но другие аспекты ассирийской культуры, такие как религия, традиции, обычаи и восточноарамейские диалекты Месопотамии, выжили в уменьшенной, но очень узнаваемой форме.
Постепенное вымирание аккадского и его замена восточно-арамейским языком под большим влиянием языка, не отражает исчезновения оригинального ассирийского населения; Арамейский язык использовался не только переселенцами-арамеями, но и был принят ассирийцами и вавилонянами, в конечном итоге став частью административного языка ещё во времена существования Ассирийской империи. Фактически, новый язык Новоассирийской империи, имперский арамейский, был создан ассирийской империей и её народом и сохранил свою аккадскую грамматическую структуру и аккадские слова, отличаясь от западно-арамейского. Кроме того, ассирийско-арамейский язык также заменил другие семитские языки, такие как иврит, финикийский, арабский, эдомитский, моавитский так же среди других различных народов без ущемления их происхождения и идентичности. Благодаря усилиям по ассимиляции, поощряемым ассирийскими царями, семитские арамеи, израильтяне, финикийцы и другие группы в сердце ассирийской земли также, вероятно, были быстро интегрированы, самоопределины и рассматривались как ассирийцы.
Население Верхней Месопотамии в значительной степени было христианизировано между I и IV веками н. э., с сохранением месопотамской религии среди ассирийцев в небольшом количестве до конца средневековья. Ассирийские арамейские источники периода христианства в основном используют самоопределение ‘‘Suryāyā’’ («сириец») наряду с «Athoraya» и «Asoraya» («ассириец»). Термин ‘‘Suryāyā’’, иногда альтернативно переводимый как «сириец» или «сириак», в целом принято считать происходящим от древнеаккадского ‘‘Aššūrāyu’’, что означает ассириец. Академический консенсус заключается в том, что современное название «Сирия» происходит от сокращенной формы «Ассирии».
Ассирийский национализм вырос из стремления к самоопределению, возникшем в конце XIX века. Этот период совпал с интенсификацией контактов с европейцами и усилением этнического и религиозного преследования на Ближнем Востоке. В этот же период произошло усиление национального самосознания в других этнических группах региона, таких как армяне, арабы, курды, евреи, иранцы, Понтийские греки и турки. Путем масштабного продвижения давно существующих терминов и поощрения идентичностей, таких как ‘‘ʾĀthorāyā’’ и ‘‘ʾAsurāyā’’, ассирийская интеллигенция и авторы надеялись вдохновить объединение ассирийской нации, преодолевая давние религиозные разделения между Ассирийской церковью Востока, её отдельной с начала XVII века частью, Халдейской католической церковью, Сирийской православной церковью и различными меньшими конфессиями. Усилия ассирийского национализма вызвали как поддержку, так и оппозицию в различных религиозных общинах; некоторые конфессии отвергли единство и продвигали альтернативные религиозные идентичности, такие как арамейская, сирийская и халдейская. Хотя некоторые религиозные деятели и активисты продвигали такие идентичности как отдельные этнические группы, а не просто религиозные группы, они обычно не рассматриваются как таковые международными организациями или историками, и исторически, генетически, географически и лингвистически они все являются одним и тем же ассирийским народом.

## Ассирийцы после Ассирийской империи

### Раннее предположение об уничтожении Ассирии

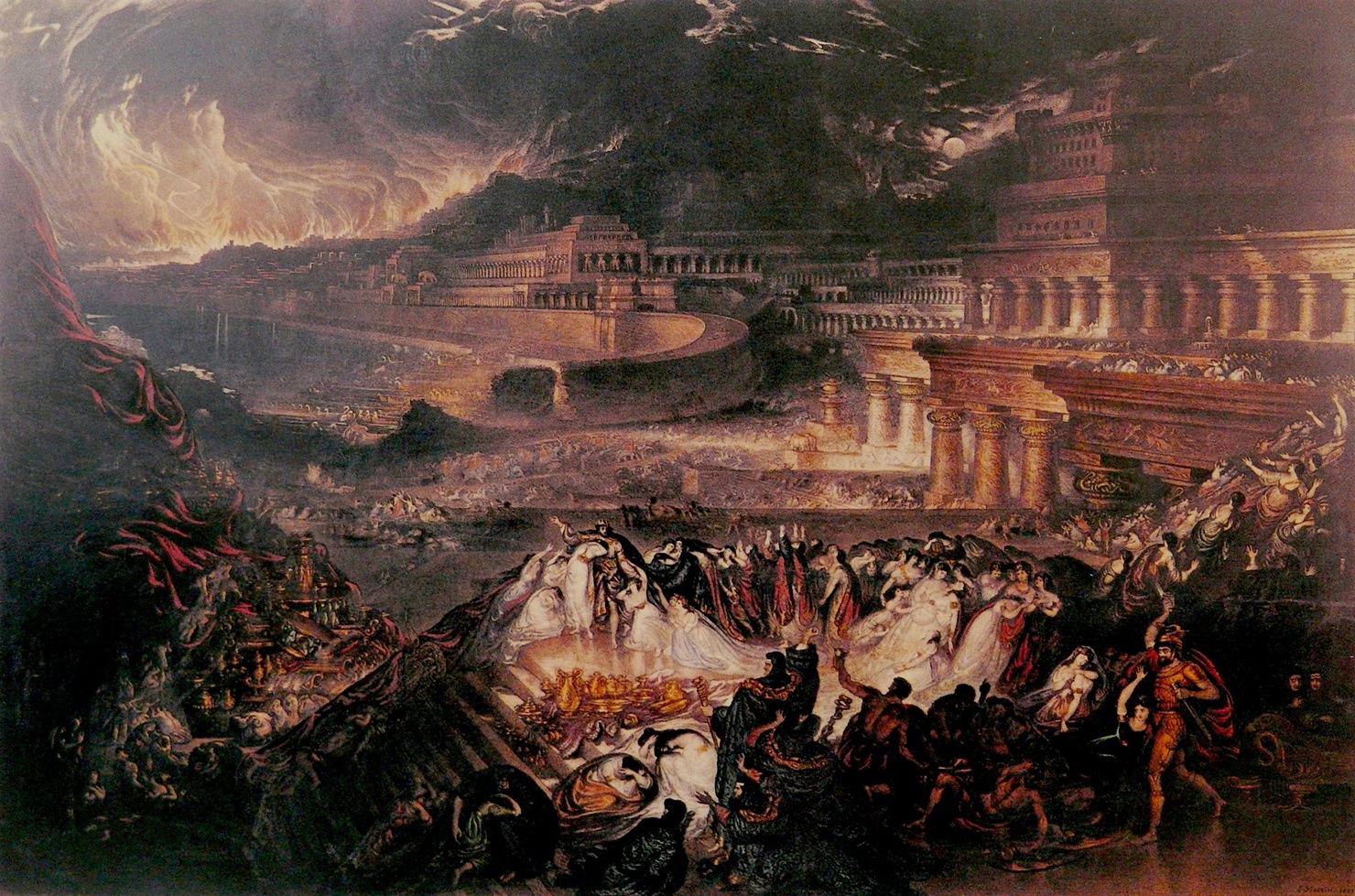
Падение Ниневии (1829) картина Джона Мартина

Древняя Ассирия пала в конце VII века до н. э. в результате падения Ассирийской империи, при котором большинство её крупных городов были жестоко разграблены, а её территория в основном вошла в состав сопредельной месопотамской Новоавилонской империи. В течение тысячелетий, следовавших за падением Ассирии, знания о древней империи в основном сохранились в западной литературной традиции благодаря упоминаниям об Ассирии в еврейской Библии и работах классических авторов, оба из которых описывают падение Ассирии как насильственное и полное уничтожение империи. До XIX века преобладавшее убеждение в западной академической среде, оказанное влиянием Библии, заключалось в том, что древняя Ассирия и Вавилония были буквально уничтожены из-за привлечения божественного гнева. Это убеждение было укреплено тем, что археологи на Ближнем Востоке изначально не обнаружили много сооружений, соответствующих общепринятому европейскому представлению о древних городах, с каменными колоннами и величественными скульптурами, помимо тех, что принадлежали древней Персии; Ассирия и другие цивилизации Месопотамии не оставили великолепных развалин над землей — все, что осталось, это огромные травом покрытые холмы на равнинах, которые путешественники иногда считали просто естественными элементами ландшафта. Ранние европейские археологи на Ближнем Востоке также в основном были более заинтересованы в подтверждении библейских истин через свои раскопки, чем в том, чтобы тратить время на новые интерпретации найденных ими доказательств.
Хотя Библия и другие еврейские тексты описывают разрушение Ассирийской империи, они на самом деле не утверждают, что ассирийский народ был уничтожен или заменен. Второй век до н. э. апокриф Книга Иудифи гласит, что Навуходоносор, царь Новоавилонской империи (605—562 до н. э.), «имел власть над ассирийцами в великом городе Ниневия», Книга Ездры называет персидского царя Дария «царем Ассирии», а Книга Исаии гласит, что настанет день, когда Бог провозгласит: «Благословен народ мой, Египетяне, и дело рук моих, Ассирияне, и наследие мое, Израильтяне». Неправильная идея полного уничтожения Ассирии, несмотря на увеличивающиеся доказательства обратного, оказалась стойкой в западной академической среде. Даже в 1925 году ассириолог Сидни Смит писал: «Исчезновение ассирийского народа всегда останется уникальным и поразительным явлением в древней истории. Другие, подобные королевства и империи, действительно исчезли, но народ продолжал жить… Ни одна другая земля не кажется была так разграблена и опустошена, как это было с Ассирией». Всего через год Смит полностью отказался от идеи о истреблении ассирийцев и признал, что ассирийцы сохранялись вплоть до христианского периода и даже до наших дней.

### Пост-имперская Ассирия в современной ассириологии

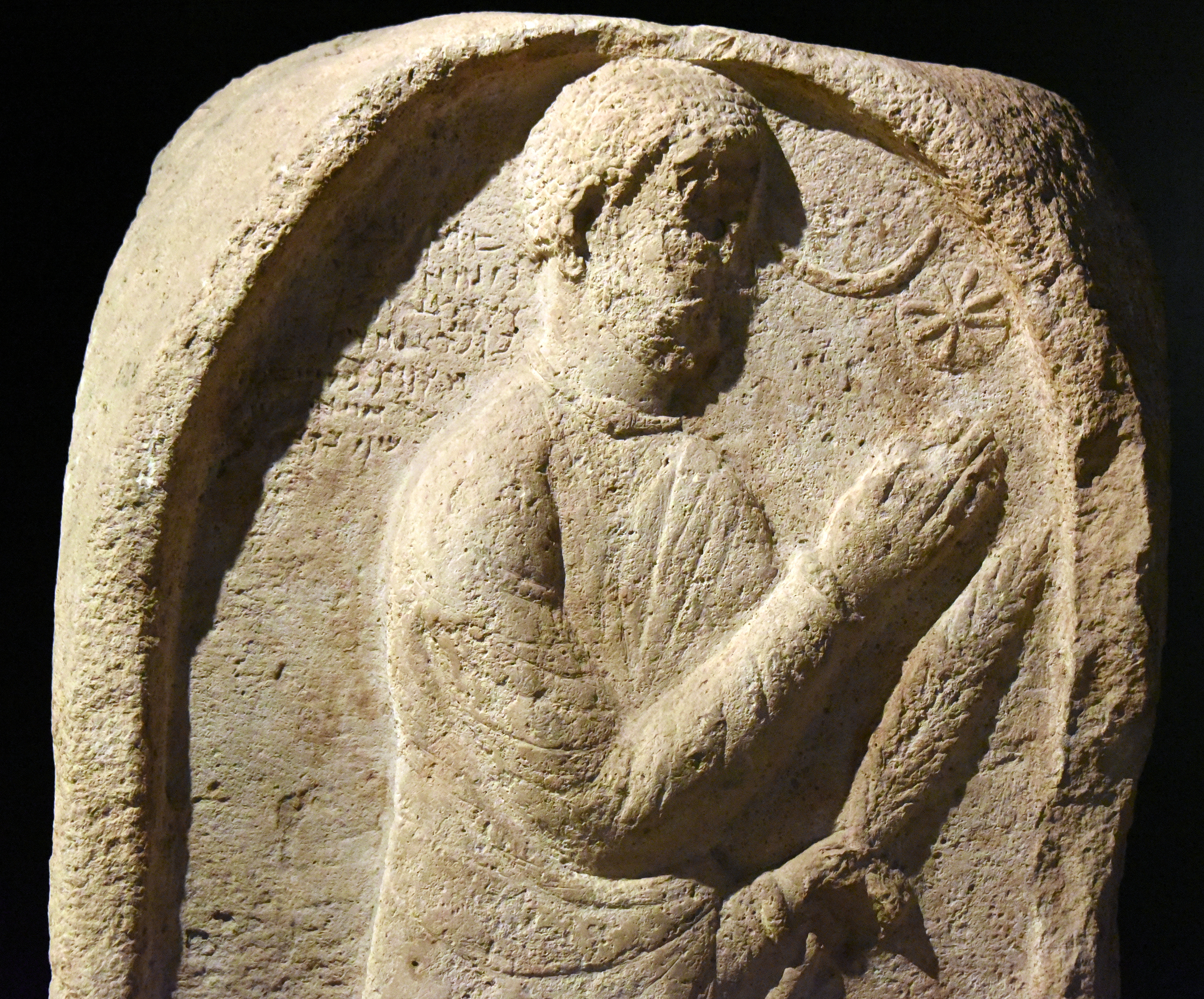
Стела в стиле древних ассирийских царских стел, надписанная на арамейском и установленная в Ашшуре в II веке н. э. (во время правления Парфийцев) местным правителем Рут-Ассор

Современная ассириология не поддерживает идею того, что падение Ассирии также привело к полному истреблению ассирийского народа и их культуры. Хотя в прошлом считалось «пост-ассирийским» периодом, современные ассириологи считают последний период древней истории Ассирии длительным пост-имперским периодом, простирающимся с 609 года до н. э. до около 250 года н. э. с уничтожением полу-самостоятельных ассирийских государств Ашшур, Осроена, Адиабена, Бет-Нухадра и Бет-Гармаи Сасанидами, или до конца правления Сасанидов в Асористане и исламского завоевания около 637 года н. э., и поддерживают их продолжение до наших дней.
Хотя века, следовавшие за падением Ассирии, характеризуются отсутствием выживших источников из региона по сравнению с предыдущими эпохами, идея того, что Ассирия была обращена в пустыню и опустошена, исходит из контраста с богато документированным периодом Неоассирийской эпохи, а не из фактических сохранившихся источников из пост-имперского периода.
Хотя ассирийская бюрократия и государственные институты исчезли с падением Ассирии, ассирийские населенные пункты и культура продолжали существовать. В Дур-Катлимму, одном из крупнейших поселений вдоль реки Хабур, большой ассирийский дворец, который археологи называют «Красным домом», продолжал использоваться в период нео-вавилонского правления, с клинописными записями, написанными людьми с ассирийскими именами, в ассирийском стиле, хотя они датируются правлением ранних нео-вавилонских царей. В этих документах упоминаются должностные лица с ассирийскими титулами и упоминается древнее национальное божество Ашшур. Два нео-вавилонских текста, обнаруженных в городе Сиппар в Вавилонии, свидетельствуют о наличии королевских назначенных управителей как в Ашшуре, так и в Гузане, ещё одном ассирийском поселении на севере. Арбела упоминается как процветающий город, но только в очень поздний период нео-вавилонского правления, и были попытки возродить город Аррапха при правлении Нериглиссара (560—556 гг. до н. э.), который вернул культовую статую на место. Харран был возрожден, и его великолепный храм, посвященный лунному богу Сину, был восстановлен при Набониде, чья мать была ассирийкой из этого города. (556—539 до н. э.).
Лица с ассирийскими именами упоминаются в различных местах Ассирии и Вавилонии во времена Нововавилонского правления, включая Вавилон, Ниппур, Урук, Сиппар, Дильбат и Борсиппа. Ассирийцы в Уруке, по-видимому, продолжали существовать как община до правления Ахеменидского царя Камбиза II (530—522 до н. э.) и были тесно связаны с местным культом, посвященным Ашшуру. Известно множество лиц с явно ассирийскими именами из периода правления Ахеменидов, иногда и на высоких уровнях и в правительстве. Ярким примером является Пан-Ашур-лумур, который служил секретарем Камбиза II. Храм, посвященный Ашшуру в одно именном городе Ашшур, был восстановлен местными ассирийцами при правлении Кира Великого.
Под Селевкидской и Парфийской империями предпринимались усилия по оживлению Ассирии, и древние великие города начали заселяться, преобладающая часть населения оставалась коренной ассирийской. Оригинальная ассирийская столица Ашшур особенно известна своим процветанием при парфийском правлении. На протяжении этого периода в Ашшуре сохраняется непрерывность с древней Ассирией, с личными именами жителей города, отражающими имена, использовавшиеся в Неоассирийской империи, такие как «Киб-Ашшур» («воле Ашшура»), «Ашшур-тарес» («Ашшур судит») и даже «Ашшур-хеден» («Ашшур дал брата», поздняя версия имени «Ашшур-аху-иддина», то есть Ассархадон). Ассирийцы в Ашшуре продолжали следовать традиционной древнемесопотамской религии, поклоняясь Ашшуру. Город Ашшур, возможно, даже был столицей своего собственного полу автономного вассального государства, либо сюзереном Королевства Хатра, либо под прямым сюзеренством Парфии. Хотя это золотое время Ашшура завершилось с завоеванием, разграблением и разрушением города Сасанидами около 240 года н. э., надписи, храмы, продолжение празднеств и богатство теофорических элементов (божественных имен) в личных именах парфийского периода иллюстрируют сильную непрерывность традиций и то, что самые важные боги древней Ассирии по-прежнему были поклоняемы в Ашшуре более 800 лет после того, как Ассирийская империя была уничтожена.

## Идентичность в древней Ассирии

### Развитие и различия

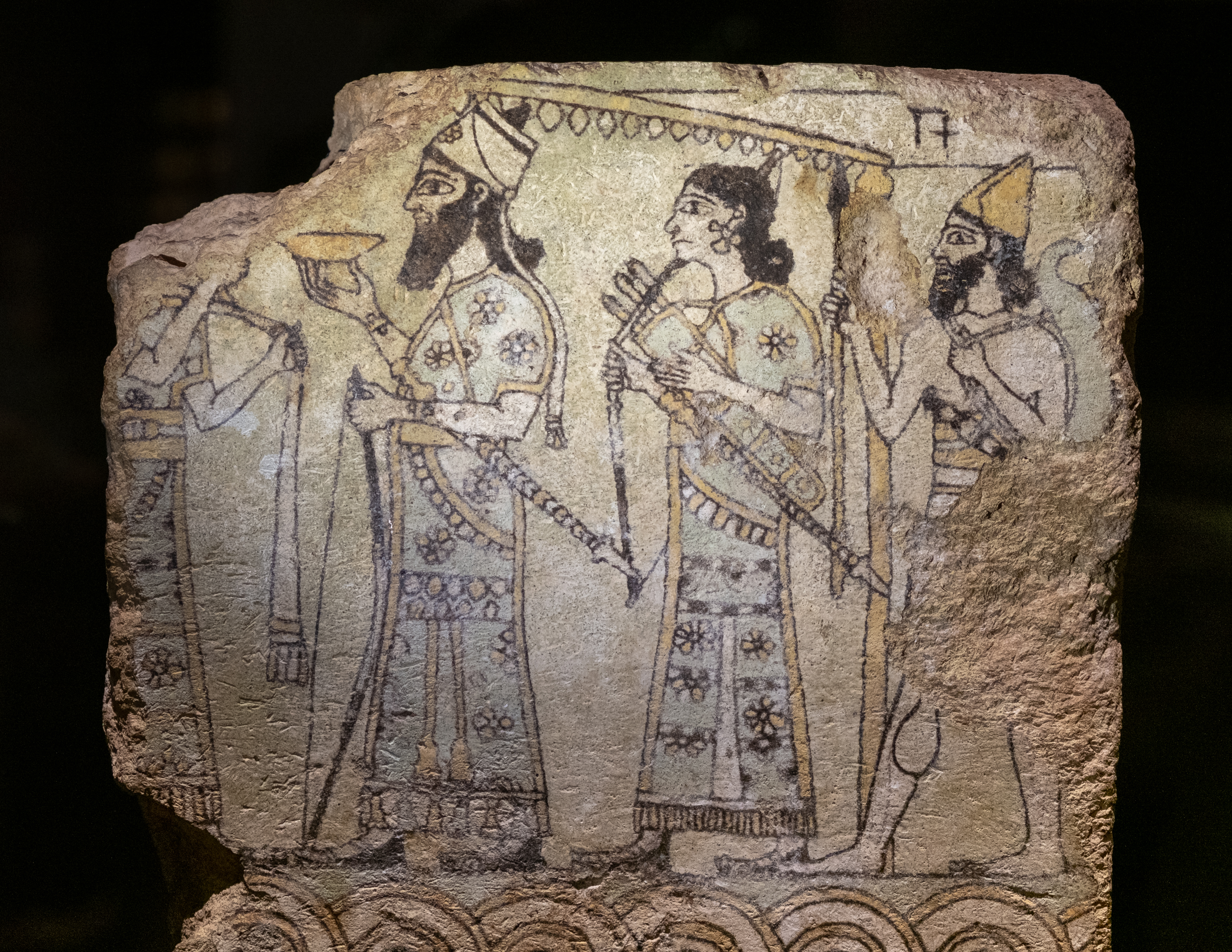
Глазурованная плитка из Нимруда, изображающая Нео-ассирийского царя в сопровождении слуг

Этническая принадлежность и культура в значительной степени основаны на самосознании и самоопределении. В древней Ассирии отчетливая ассирийская идентичность, кажется, уже формировалась в староассирийский период (около 2025—1364 гг. до н. э.), когда зарегистрированы отчетливые ассирийские погребальные обряды, пищевые привычки и правила одежды, а документы, касающиеся Ашшура, считали его жителей отдельной культурной группой. Широкая ассирийская идентичность, распространилась по северной Месопотамии в период Среднее Ассирийское царство (около 1363—912 гг. до н. э.), так как позднее письменные источники, касающиеся возвращения ранних неоассирийских царей, описывают некоторые из их войн как освобождающие ассирийского народа из городов, которые они вновь завоевывали. Хотя в течение большей части истории древней Ассирии существовала отдельная ассирийская идентичность, ассирийская культура и цивилизация, как и любая другая, не развивались в изоляции. По мере расширения и сокращения ассирийской империи элементы из регионов, которые завоевывали или торговали с ассирийцами, культурно влияли на ассирийское ядро и самих ассирийцев. Ранняя ассирийская культура сильно повлияла на хурритов, народ, также проживавший в северной Месопотамии, и на культуру южной Месопотамии, особенно на культуру Вавилонии.
Сохранившиеся свидетельства указывают на то, что у древних ассирийцев было относительно свободное представление о том, что означает быть ассирийцем. Современные идеи, такие как этническое происхождение человека или римская идея правового гражданства, кажется, не находили отражения в древней Ассирии. Хотя ассирийские описания и изображения войны часто описывают и изображают врагов, они не изображаются с различными физическими особенностями, а скорее с различной одеждой и снаряжением. Ассирийские описания описывают врагов как варваров только в терминах их поведения, как не имеющих правильных религиозных практик и совершающих неправильные поступки против Ассирии. В конечном итоге, в древней Ассирии существовали хорошо развитые концепции этничности или расы. Для того чтобы человека считали ассирийцем, главным образом важно было выполнение обязательств (например, военная служба), принадлежность к ассирийской империи с политической точки зрения и сохранение верности ассирийскому королю; некоторые цари, такие как Саргон II (722—705 до н. э.), явно поощряли ассимиляцию и смешение иностранных культур с культурой Ассирии.

## Самоидентификация в до индустриальном периоде

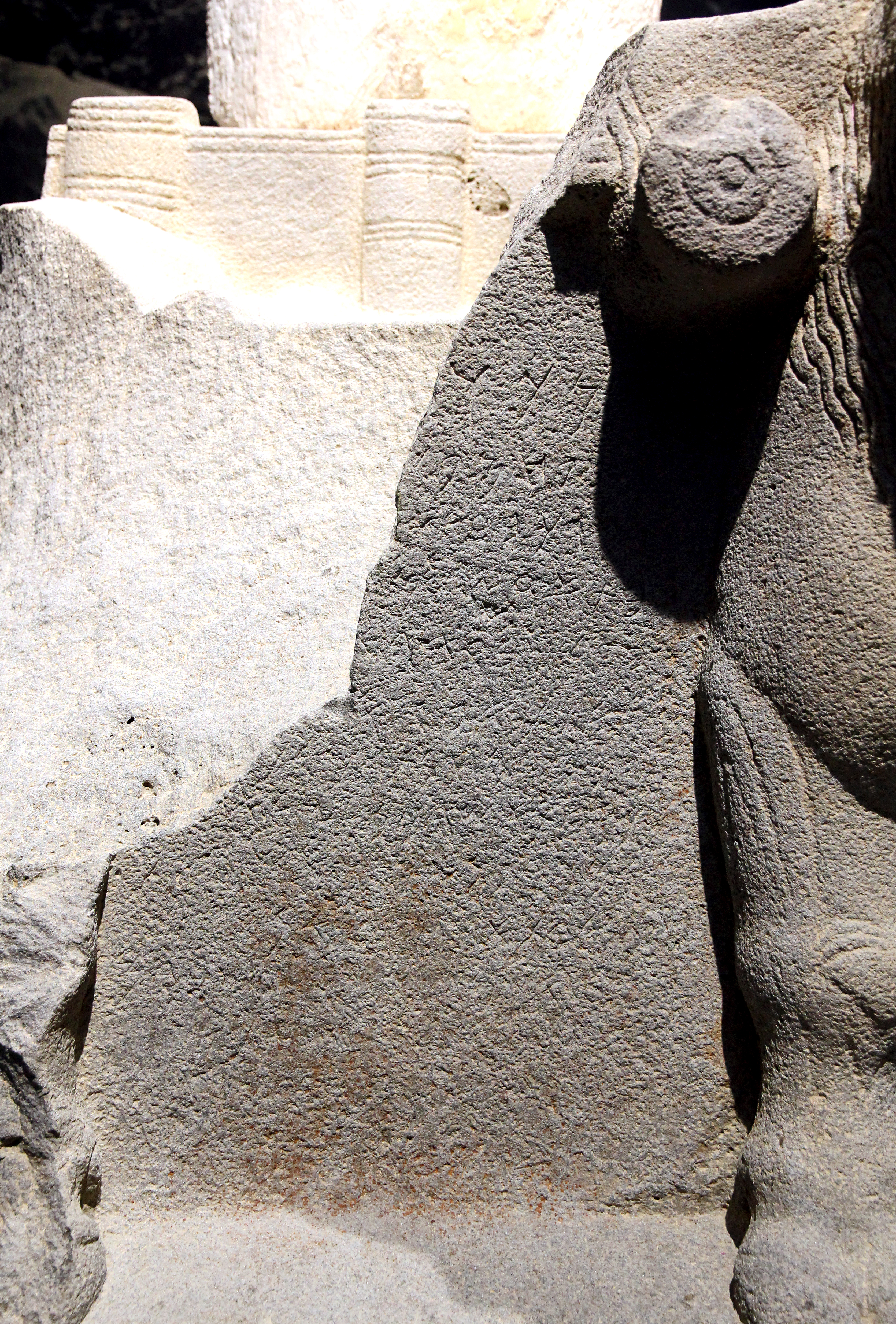
Фотография части инскрипции Чинекея

Несмотря на то, что многие не-ассирийские государства правили над центром Ассирии в течение тысяч лет после падения империи, нет никаких доказательств масштабного вторжения иммигрантов, заменивших первоначальное ассирийское население, которое, наоборот, продолжало составлять значительную часть населения региона до монгольской и тимуридской резни в конце XIV века. В доиндустриальных церковных источниках на сирийском языке (тип арамейского, используемого в христианских месопотамских письменах) типичные самоопределения использовались как suryāyā (а также укороченные surayā), иногда ʾāthorāyā («Ассириец») и ʾārāmāyā («арамеец» или «арамейский»). Нежелание общего христианского населения принять ʾĀthorāyā в качестве самоопределения, вероятно, проистекает из представления о Ассирии в Библии. «Ассириец» (Āthorāyā) также продолжал выживать как обозначение христианина из Мосула (древней Ниневии) и Месопотамии в целом. Из сохранившихся источников ясно, что ‘‘ʾārāmāyā’’ и ‘‘suryāyā’’ не были различными и взаимоисключающими идентичностями, а скорее были взаимозаменяемыми терминами, используемыми для обозначения одной и той же группы людей; сирийский автор Бардесан (154—222), например, в переводах на сирийский язык IV века ‘’Церковной истории’’ Евсевия называется как ‘‘ārāmāyā’’, так и ‘‘suryāyā’’. ‘‘Suryāyā’’, который также встречается в формах ‘‘suryāyē’’ и ‘‘sūrōyē’’, хотя иногда переводится как «Сириец», считается производным от древнеаккадского термина ‘‘assūrāyu’’ («ассириец»), который иногда даже в древности превращался в более короткую форму ‘‘sūrāyu’’. Лувийские и арамейские тексты времен Неоассирийской империи, такие как инскрипция Чинекея, иногда используют сокращение «Сирия» для обозначения Ассирийской империи. Таким образом, современное различие между «ассирийским» и «сирийским» является результатом древнегреческих историков и картографов, которые обозначали Левант как «Сирию», а Месопотамию — «Ассирию». К моменту первого упоминания терминов в греческих текстах (IV век до н. э.) местные жители как на Леванте, так и в Месопотамии уже давно использовали оба термина взаимозаменяемо для обозначения всего региона и продолжали делать это вплоть до позднего христианского периода. Неизвестно, начали ли греки называть Месопотамию «Ассирией», потому что они приравняли регион к Ассирийской империи, уже давно павшей к моменту первого упоминания термина в греческом, или потому что они назвали регион по имени живущих там людей, (ас)сирийцев.
Хотя ‘‘suryāyā’’ очевидно связан с «ассирийцы», более распространенный термин для древних ассирийцев, ‘‘ʾāthorāyā’’, не является типичным самоопределением в до индустриальных источниках. Однако сирийские источники часто использовали ‘‘ʾāthorāyā’’ в других контекстах, особенно в отношении древней Ассирии. Древняя Ассирия обычно называлась ‘‘ʾāthor’’, что также выжило как обозначение для региона вокруг его последней великой столицы, Ниневии. Возможно, неохота средневековых сирийских христиан использовать ‘‘ʾāthorāyā’’ в качестве самоопределения может быть объяснена тем, что ассирийцы, описанные в Библии, были выдающимися врагами Израиля; термин ‘‘ʾāthorāyā’’ иногда использовался в сирийских письменах в качестве термина для врагов христиан. В этом контексте термин иногда применялся к персам из Сасанидской империи; например, 4-вековый сирийский писатель Ефрем Сирин, например, называл Сасанидскую империю «грязным ‘‘ʾāthor’’, матерью порока». Также в этом контексте термин иногда применялся к поздним мусульманским правителям. Хотя термин ‘‘ʾāthorāyā’’ не использовался всеми сирийскими говорящими в средние века, он все же выжил как самоопределение на протяжении всего этого периода, так как это был типично используемый термин для сирийских христиан из Мосула (древней Ниневии) и её окрестностей.

Медиевальная икона, изображающая святых Бехнам, сетсра Сара, и Четырёх мучеников; их легенда ярко включает в себя древнего ассирийского царя Синаххериба

В доиндустриальных сирийских источниках иногда положительно идентифицировались с древними ассирийцами и устанавливали связи между древней империей и собой. Самые выдающиеся древние ассирийские цари и фигуры долго фигурировали в местных преданиях и литературной традиции, и претензии на происхождение от древних ассирийских королей поддерживали как фигуры из фольклора, так и действующие высокопоставленные члены общества в северной Месопотамии. Фигуры, такие как Саргон II, Синаххериб (705—681 до н. э.), Асархаддон (681—669 гг. до н. э.), Ашшурбанипал и Шамаш-шум-укин долго фигурировали в местных преданиях и литературной традиции. Во многом сюжеты сасанидского периода и поздних времен были вымышленными повествованиями, основанными на древней ассирийской истории, но примененными к местным и современным ландшафтам. Средневековые сказания на сирийском языке, такие как легенда о святых Бехнам, Сара и сорок мучеников, в основном характеризуют Синаххериба как архетипического языческого царя, убитого в ходе семейной вражды, чьи дети принимают христианство.
В ассирийской ‘’История Мар Кардага’’ VII века главным святым, Мар Кардаг, представляли как потомка легендарного библейского месопотамского царя Нимрода и исторического Синаххериба; его прославленное происхождение проявлялось в владении мастерством стрельбы из лука, охоты и игры в поло. Возводившийся в это время храм для Мара Кардага строился непосредственно на развалинах неоассирийского храма. Легендарная фигура Нимрод, иначе традиционно рассматриваемая как просто месопотамская, во многих сасанидских текстах явно называется ассирийцем и включается в ряд ассирийских царей. Нимрод, а также другие легендарные месопотамские (хотя в текстах явно ассирийские) правители, такие как Бел и Нинус, иногда играют значительную роль в записях. Некоторые христианские тексты считают, что библейская фигура Валаам предсказал Вифлеемскую звезду; местная ассирийская версия этого повествования присутствует в некоторых сирийских письменах периода Сасанидов, которые утверждают, что предсказание Валаама было запомнено только благодаря передаче его через древних ассирийских царей. В некоторых рассказах делаются явные претензии на происхождение. По 6-вековому ‘’История Карки’’, двенадцать из знатных семей Карки (древней Аррафы) были потомками знатных ассирийских семей, живших в городе во время правления Саргона II.

## Современная идентичность и национализм

### Идентичности и развитие XIX века

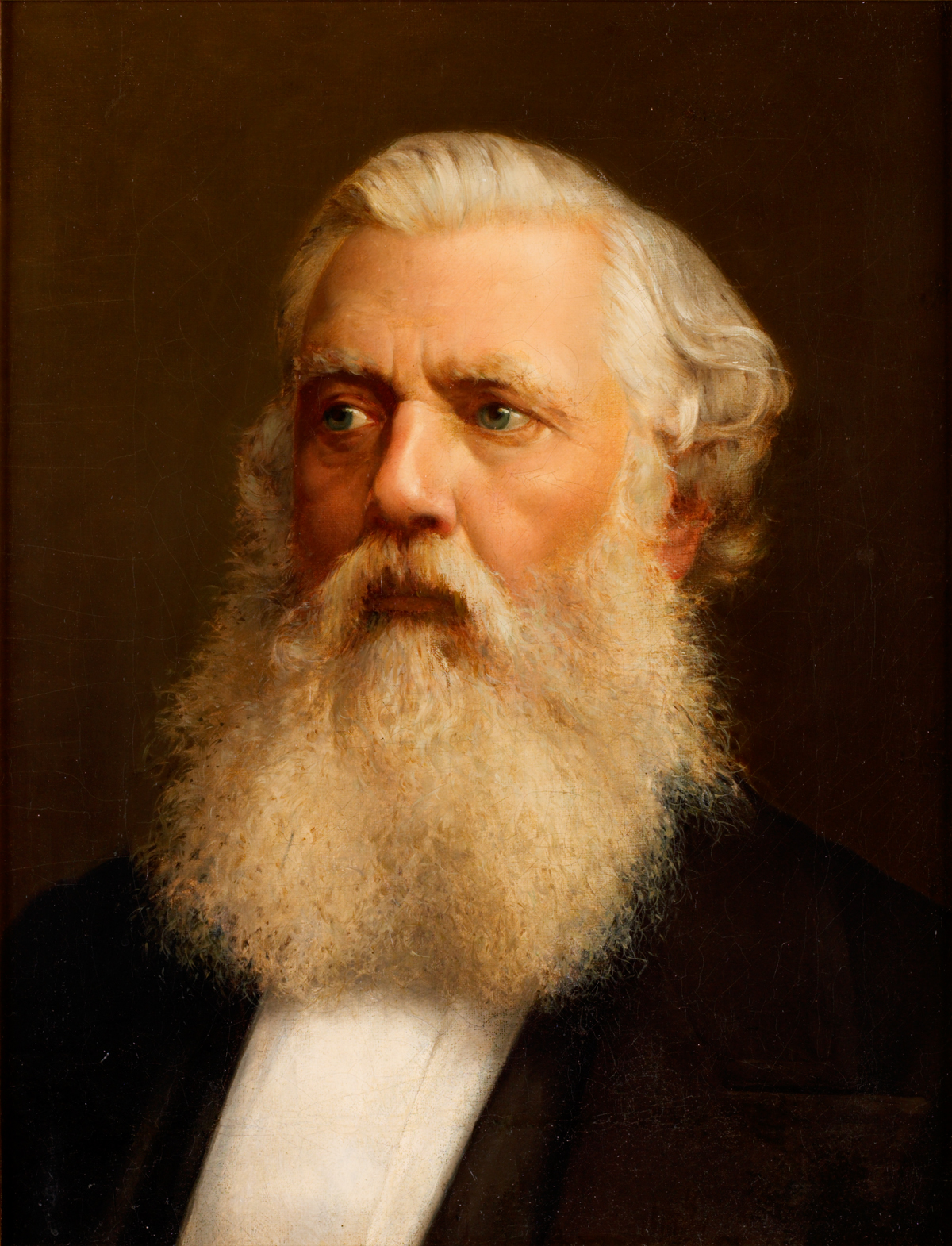
Остин Генри Лейард (1817—1894), заслуженный ученый, который оказал влияние на популяризацию ассирийской преемственности в западной академии

Ранние путешественники и миссионеры на севере Месопотамии в XIX веке заметили связи между местным христианским населением и древними ассирийцами. Британский путешественник Клавдий Рич (1787—1821) упоминал «ассирийских христиан» в своем произведении Narrative of a Residence in Koordistan and on the site of Ancient Nineveh (опубликованном посмертно в 1836 году, хотя описывает путешествие 1820 года). Возможно, что Рич рассматривал «ассирийским» географическое, а не этническое, понятие, так как он в сноске на той же странице также упоминал «христиан Ассирии». Более ясные свидетельства ассирийского самоопределения в XIX веке можно видеть в произведениях американского миссионера Горацио Саутгейт (1812—1894). В своем произведении Narrative of a Visit to the Syrian [Jacobite] Church of Mesopotamia (1844) Саутгейт с удивлением отмечал, что армяне называли сирийских христиан «Ассури», что Саутгейт ассоциировал с английским «ассирийцами», а не «сирианами», что он сам использовал. Армянские и грузинские источники с древности последовательно называли ассирийцев «Ассури» или «Асори». Сам Саутгейт также упоминал, что сирийские христиан в то время утверждали свои корни от древних ассирийцев как «сыновья Ашшура». Таким образом, отчет Саутгейта демонстрирует, что современные ассирийцы уже в начале XIX века претендовали на древнее ассирийское происхождение.
Связи между современными и древними ассирийцами все больше стали популярными на Западе и в академических кругах благодаря британскому археологу и путешественнику Остин Генри Лейард (1817—1894), ответственному за первые раскопки нескольких крупных древних ассирийских городов, таких как Нимруд. В своем произведении Nineveh and its Remains (1849 год) Лейард утверждал, что христиане, которых он встречал на севере Месопотамии, являются «потомками древних ассирийцев». Возможно, что его знание об этом произошло из его партнерства с местным ассирийским археологом Гормузд Рассам (1826—1910).
К концу XIX века в так называемом «религиозном возрождении» или «пробуждении» произошло в Урмии, Иран. Возможно, частично под влиянием усилий англиканской, католической и православной церковной миссионерской работы, концепции нации и национализм были представлены ассирийцам в Урмии, которые начали принимать термин ʾāthorāyā как самоопределение и начали строить национальную идеологию, более сильно основанную на древней Ассирии, нежели на христианстве. Это не было изолированным явлением: национализм на Ближнем Востоке, вероятно, под влиянием событий в Европе, также начал проявляться сильно в других общинах в это время, таких как армяне, арабы, курды и турки. В это время также развивается литературный арамейский Урмии, новый литературный язык, основанный на престижных диалектах ассирийского языка. Через продвижение идентичности, укоренившейся в древней Ассирии, различные общины могли преодолеть свои конфессиональные различия и объединиться под единой национальной идентичностью.

### Современные идентичности и споры о названии

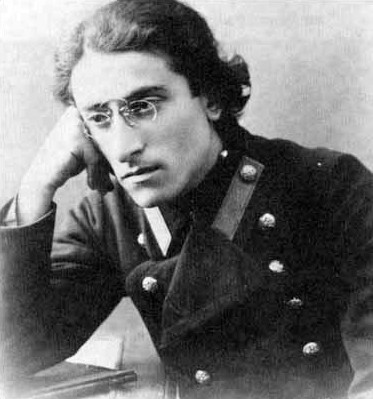
Фрейдун Атурая (1891—1926), выдающийся ранний ассирийский националист

В годы перед Первой мировой войной несколько выдающихся арамейских писателей и интеллектуалов пропагандировали ассирийский национализм. Среди них был Фрейдун Аттурая (1891—1926), который в 1911 году опубликовал влиятельную статью под названием Who are the Syrians [surayē]? How is Our Nation to Be Raised Up?, в которой он указал на связь между surayē и «ассирийцами» и аргументировал за принятие ʾāthorāyā. Начиная с начала XX века стало увеличиваться использование термина ʾāthorāyā как самоопределение. Также использовался неволон ʾasurāyā, возможно, вдохновленный армянским Asori. Принятие ʾāthorāyā и более сильное связывание с древней Ассирией через национализм не является уникальным развитием в отношении ассирийцев. Греки, например, из-за ассоциации термина «Эллин» с языческой религией, в основном самоидентифицировались как Ромеи (Rhōmioi) до национализма примерно во времена Греческая война за независимость, когда более сильная ассоциация с Древней Грецией распространилась среди населения. Сегодня sūryōyō или sūrāyā являются преобладающими самоопределениями, используемыми ассирийцами на их родном языке, хотя они обычно переводятся как «ассирийцы», а не «сирийцы».
В настоящее время, в результате Первой мировой войны, «Сейфо» (геноцид ассирийцев) и различных других массовых убийств, большинство ассирийцев были вынуждены покинуть свою родину, и сегодня они живут в диаспоре в странах, таких как Германия, Швеция, Дания, Великобритания, Греция, Австралия, Новая Зеландия и Соединенные Штаты. В результате этих событий явное ассирийское самоопределение стало ещё более широко распространенным и укоренилось в их общинах, не только для объединения общин в диаспоре (которые часто происходили из разных регионов), но и потому что «Сирийцы» стали международно установленным демонимом новой созданной страны Сирия. Некоторые ассирийцы, не являющиеся членами Церкви Востока, также приняли ассирийский национализм, например Д. Б. Перли (1901—1979), который в 1933 году помог основать Ассирийскую Национальную Федерацию и религиозно идентифицировал себя как сирийский православный христианин, но этнически идентифицировал себя как ассириец. В 1935 году Перли писал: «Ассирийцы, хотя и представляют только одну нацию как прямых наследников древней ассирийской империи … сейчас доктринно разделены … Никто не может последовательно понять ассирийцев в целом, пока он не сможет различить то, что является религией или церковью, от того, что является нацией …», и даже предложил объединить всех ассирийцев под единым патриархом Церкви Востока.

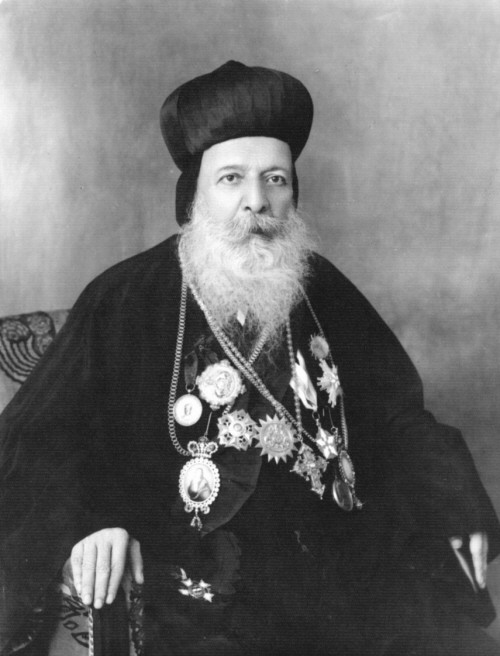
Патриарх Игнатий Афрам I (патриарх с 1933 по 1957 год) Сирийско-православной церкви, однажды пропагандировавший ассирийскую идентичность, а затем отверг её для безопасности последователей своей церкви после резни в Симеле

Для общин, которые идентифицируют себя как ассирийцы, ассирийская преемственность составляет ключевую часть их самоидентичности. Многие современные ассирийцы названы в честь древних месопотамских фигур, таких как Саргон, Сеннахериб и Навуходоносор, а современный Ассирийский флаг отображает символику, происходящую из древней Ассирии. Со второй половины XX века и по настоящее время ассирийцы, особенно в диаспоре, продолжают пропагандировать ассирийский национализм как объединяющую силу среди своего народа. Некоторые конфессиональные группы выступают против того, чтобы быть объединёнными как «ассирийцы», и в результате они создали свои собственные контрдвижения; так называемый «спор о названии» до сих пор является предметом ожесточенных дискуссий в общинах сирийских христиан сегодня, особенно в диаспоре, которая живёт за пределами ассирийской родины.
Последователи Ассирийской Церкви Востока исторически чаще всего подвергались культурным влияниям из Ирана, в то время как последователи Сирийско-православной церкви были подвержены культурным влияниям из Греции. В Сирийско-православной церкви должностные лица сыграли важную роль в продвижении секулярного ассирийства, а затем уменьшили его, создав отдельные идентичности «сирийцев» или «арамеев». Например, патриарх Игнатий Афрам I (тогда епископ, позднее патриарх между 1933 и 1957 годами) был частью ассирийской делегации на Парижской мирной конференции в 1919 году, которая просила о родине для ассирийского народа. Патриаршеская резиденция позже была перенесена в Сирию, и после резни в Симеле, Игнатий Афрам I занял антиассирийскую позицию, которая оказала влияние на религиозное мировоззрение общины сирийско-православных. Церковь звалась Ассирийской Апостольской Антиохийской церковью в Соединенных Штатах, Игнатием Афрамом I имя было заменено на Сирийскую православную. В 1981 году патриарх Игнатий Закка I выступил за сирийскую идентичность вместо ассирийской и арамейской. Сравнительно недавно многие прихожане Сирийско-православной церкви предпочли идентифицировать себя как «сирийцы» на английском языке (название их церкви и литургический язык и альтернативная транслитерация suryayā), некоторые идентифицируют себя как сирийцы и ассирийцы или арамейцы взаимозаменяемо. Некоторые члены Халдейской католической церкви, «Халдеи», также выступали за признание их как отдельной группы в последнее время. Современные международные организации обычно не признают ассирийцев, сирийцев-арамеев и халдеев как членов разных этнических групп, вместо этого они считают эти имена альтернативными названиями и многочисленные церковные лидеры также подтвердили, что они принадлежат к одной этнической группе, хотя и к разным христианским конфессиям.

## Другие формы преемственности

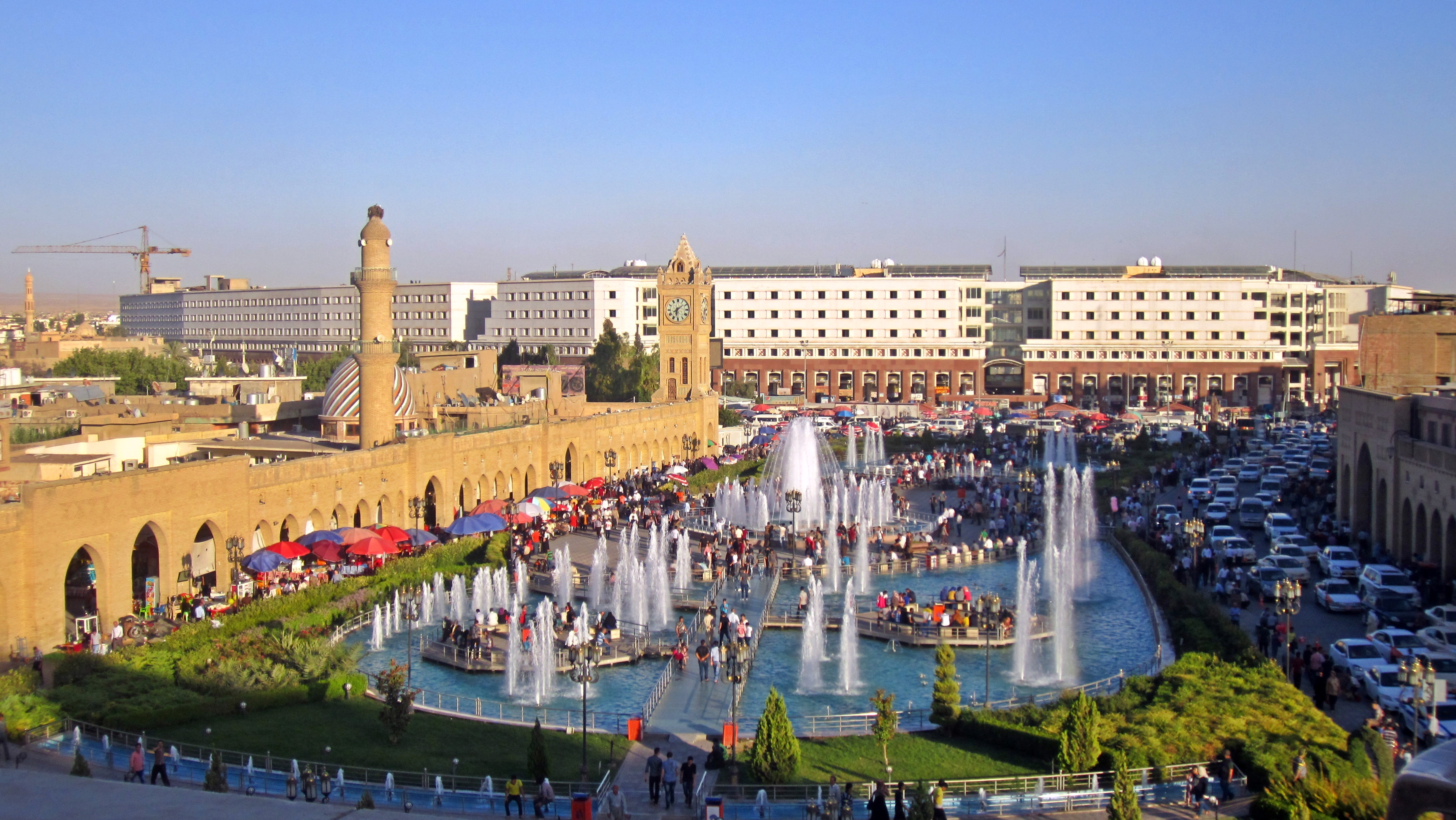
Город Эрбиль (древняя Арбела), сегодня де факто столица автономного Курдского региона в Ираке, был непрерывно населен ассирийцами с времен Новоассирийской империи

Помимо преемственности в самоопределении и самовосприятии, существовали важные продолжения между древней и современной Месопотамией в плане религии, литературной культуры и поселений ещё после постимперского периода.

### Ассирийские поселения
Ассирийские поселения продолжали быть заселенными в христианский период. Древняя столица Ниневии, например, стала местом епископа, епископа Ниневии, и на руинах древнего ассирийского дворца была построена церковь (позже преобразованная в мечеть в условиях исламского правления). Основной центр населения в городе постепенно переместился на противоположный берег реки, который стал нынешним городом, известным как Мосул; древняя Ниневия постепенно превратилась в руины и в конечном итоге превратилась в открытую местность. Хотя большинство старых центров населения были постепенно покинуты и превратились в руины, некоторые из них также продолжали существовать. Древний город Арбела, ныне известный как Эрбиль, был непрерывно населен ассирийцами с времен Новоассирийской империи.

### Религия
Хотя древний месопотамский пантеон перестал быть объектом поклонения в Ашшуре с разрушением города в III веке н. э., он продолжал существовать в других местах, несмотря на переход региона к христианству, гораздо дольше; старая вера сохранялась в Харране по крайней мере до X века и в Мардине до самого конца XVIII века.

Карта современных ассирийских арамейских диалектов

Ниневийский пост — это трехдневный пост, встречающееся во всех традиционных церквях современных ассирийцев, таких как Сирийская православная церковь, Ассирийская церковь Востока и Халдейская католическая церковь.

### Язык

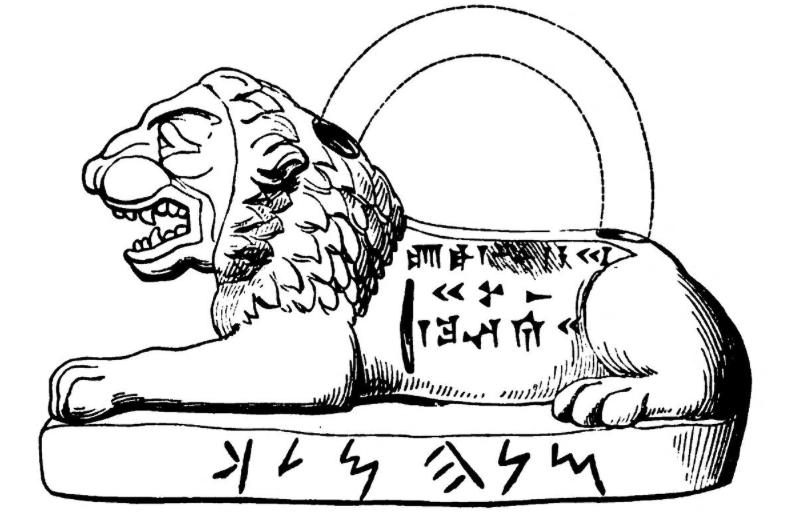
Линейный рисунок ассирийского льва, принадлежащего царю Салманасару V (727—722 гг. до н. э.). Вес имеет надпись на аккадском и арамейском.

Вслед за катастрофой бронзового века около 1200 года до н. э. арамейские племена начали мигрировать в территорию Ассирии. В I тысячелетии до н. э. арамейское влияние на Ассирию становилось все больше и больше, благодаря дальнейшим миграциям, а также массовым депортациям, осуществленным несколькими ассирийскими царями. Хотя расширение ассирийской империи, в сочетании с переселениями и депортациями, изменило этнокультурный состав ассирийского ареала, нет никаких доказательств того, что более древние ассирийские жители земли когда-либо исчезли или стали ограничены небольшой элитой, а также что этническая и культурная идентичность новых переселенцев была чем-то иным, кроме «ассирийского» после одного или двух поколений.
Поскольку ассирийцы никогда не навязывали свой язык на чужеземные народы, территории которых они завоевывали за пределами ассирийского ареала, не существовало механизмов для прекращения распространения языков, отличных от аккадского. Начиная с миграции арамейских поселенцев в территорию Ассирии во времена среднеассирийского периода, отсутствие лингвистической политики способствовало распространению арамейского языка. Поскольку арамейский язык был самым широко распространенным и взаимопонятным из семитских языков (группы языков, включающей множество языков, говоримых в империи), арамейский язык стал все более важным в течение неоассирийского периода и все больше вытеснял аккадский язык даже в самом ассирийском ареале. С начала IX века до н. э. арамейский язык стал де факто лингва франка, а аккадский язык был вытеснен на позицию языка политической элиты (то есть губернаторов и должностных лиц).
Широкое принятие языка не означает полного замещения оригинального коренного населения; арамейский язык использовали не только переселенцы, но и коренные ассирийцы, которые приняли его и его алфавитный шрифт. Арамейский язык уже вошел в ассирийскую королевскую администрацию к правлению Салманасар III (859—824 гг. до н. э.), учитывая, что известны арамейские надписи из дворца, который он построил в Нимруде. К моменту правления Тиглат-Паласара III (745—727 гг. до н. э.) ассирийские цари использовали как аккадский, так и арамейский языки для королевских писцов, подтверждая возвышение арамейского к статусу официального языка, используемого имперской администрацией. Ясно, что арамейский язык был речью ассирийской королевской семьи по крайней мере с конца VIII века до н. э., учитывая, что сын Тиглат-Паласара Салмансар V (727—722 гг. до н. э.) владел набором львиных весов, на которых был текст как на аккадском, так и на арамейском языках. Записанное снижение числа клинописных документов в конце правления Ашшурбанипала (669—631 гг. до н. э.) может указывать на большее распространение арамейского языка, часто записанного на пористых материалах, таких как кожаные свитки или папирусы, хотя его можно также, объяснить политической нестабильностью в империи. Жители Ашшура и других бывших центров населения Ассирии при власти парфян, которые четко связывали себя с древней Ассирией, говорили и писали на арамейском языке.
Хотя современные ассирийские языки, прежде всего современный ассирийский язык, являются неоарамейскими языками с небольшим сходством с древним аккадским языком, они не потеряли влияние аккадского. Так же существует множество примеров заимствований из аккадского языка как в древних, так и в современных арамейских языках. Этот факт был отмечен ещё в 1974 году, когда исследование Стивена А. Кауфмана показало, что сирийский язык, арамейский диалект, который сегодня в основном используется в религиозных целях, содержит как минимум четырнадцать исключительных (то есть не зафиксированных в других диалектах) заимствований из аккадского языка, девять из которых явно принадлежат древнему ассирийскому диалекту (из них шесть — архитектурные или топографические термины). Исследование 2011 года Кэтлин Абрахам и Майкла Соколова на 282 слова, ранее считавшихся заимствованиями арамейского языка в аккадский, определило, что многие такие случаи вызывают сомнения, и также выяснило, что 15 из этих слов на самом деле являются заимствованиями из аккадского в арамейский язык, а в 22 случаях направление заимствования не может быть определено; заключение Абрахам и Соколова заключалось в том, что количество заимствований из аккадского в арамейский язык было гораздо больше, чем количество заимствований из арамейского в аккадский. 

## Академические и политические споры
Использование ассирийского имени современными ассирийцами исторически приводило к спорам и недопониманию, не только внутри, но и за пределами ассирийского сообщества. Обсуждения связи между современными и древними ассирийцами также проникли в академическую среду. В дополнение к поддержке со стороны выдающихся историков ассириологов, таких как Остин Генри Лейард и Сидни Смит, ассирийская непрерывность находит широкую поддержку в современной ассириологии. Среди сторонников непрерывности выдающиеся ассириологи, такие как Симо Парпола, Роберт Д. Биггс, Генри Саггс, Жорж Ру, Дж. А. Бринкман и Мирко Новак. Историки других областей также поддерживали ассирийскую непрерывность, такие как Ричард Нельсон Фрай, Филип К. Хитти, Патрисия Крон, Майкл Кук, Мордехай Нисан, Арио Макко и Джошуа Дж. Марк (соавтор Энциклопедия мировой истории). Другие ученые, поддерживающие непрерывность, включают, среди прочего, лингвиста Юда Сегал, политолога Джеймс Джапп, исследователя геноцида Ганнибала Трэвиса, и генетиков Луиджи Лука Кавалли-Сфорца, Паоло Меноззи, Альберто Пьяцца, Мохаммада Таги Акбари, Сандера С. Папиха, Дерека Фрэнка Робертса и Дариуша Фархуда. Так же множество ученых, ассирийского происхождения, таких как Эфрем Илдиз, Саргон Донабед и Одишо Малко Геваргис, также опубликовали академические работы в поддержку ассирийской непрерывности.
Некоторые ученые, в частности историки Дж. Ф. Коули, Джон Джозеф, Дэвид Уилмшерст и Адам Г. Беккер, выступают против непрерывности между современными и древними ассирийцами, частно утверждают, что современная ассирийская идентичность возникла только в середине или конце XIX века как следствие взаимодействия с иностранными миссионерами и/или открытия древних ассирийских развалин. Полное отрицание ассирийской непрерывности не находит отражения в ассириологии. Карен Раднер считает, что вопрос о ассирийской непрерывности до сих пор остается предметом дискуссий, но также противится идее о том, что ассирийская идентичность возникла только в XIX веке, отмечая, что современные христиане на севере Месопотамии видели себя как потомков древних ассирийцев задолго до открытия древних мест и посещения иностранными миссионерами, как это, например, можно понять из записей Горацио Постгейта. Некоторые противники ассирийской непрерывности, такие как Беккер, утверждают, что богатая христианская литература сасанидского периода, связанная с древней Ассирией, основана просто на Библии, а не на реальном воспоминании о древней Ассирии, несмотря на то, что несколько фигур, упоминаемых в рассказах, такие как Асархаддон и Саргон II, практически не упоминаются в Библии. Тексты также являются в большей степени локальным ассирийским явлением, поскольку исторические сведения, представленные в них, противоречат другим историческим записям Сасанидской империи.
Имена, явно напоминающие те, которые использовали ассирийцы в Неоассирийской империи, продолжали использоваться в Ашшуре на протяжении постимперского периода, по крайней мере, до III века н. э. Некоторые противники ассирийской непрерывности, такие как Дэвид Уилмшерст, считают, что древние ассирийские имена перестали использоваться в христианский период, что, в свою очередь, является доказательством отсутствия непрерывности. Есть некоторые свидетельства продолжения использования имен с явными древне-месопотамскими связями в христианский период; например, арабоязычные записи XIII века из Румкале упоминают человека по имени Навуходоносор (в арабском тексте записано ‘‘Буктанасар’’), родственника патриарха Сирийской православной церкви по имени Филоксен Нимрод (также имя с древнеассирийскими связями, происходящее либо от Нимруда, либо от Нимрода); оба эти имени также упоминаются в Библии. Современные ассирийские авторы, такие как Одишо Малко Геваргис, утверждают, что снижение числа древних языческих имен, призывающих богов, таких как Ашшур, Наву и Син, вполне естественно в свете христианизации ассирийцев; аналогичные случаи замены коренных имен на библейские известны также из многочисленных других народов, принявших христианство.
Современные ассирийцы считают противостояние ассирийской непрерывности оскорбительным и связывают его с другими историческими формами преследования против них. Например, Саргон Донабед считает использование терминов, таких как «халдеи», «сирийцы», «сириаки (сирийцы)», «арамеи» или, что ещё более крайне, «арабские христиане», «курдские христиане» и «турецкие христиане», вредным, поскольку это способствует разделению и путанице в отношении идентичности и «явно отражает современный политический жаргон». Эти взгляды частично объясняются действиями правительства в Баасистском Ираке (1968—2003), которое стремилось противодействовать требованиям ассирийцев о автономии, отказываясь признавать ассирийцев третьей этнической меньшинством страны, вместо этого поощряя ассирийцев, «сирийцев» и халдеев как отдельные народы, и ущемлял ассирийцев в переписях населения; в 1977 году стало невозможным зарегистрироваться как ассириец в национальной переписи населения, и ассирийцы были вынуждены регистрироваться как арабы в опасении потери работы и распределительных карточек.
Генетическое тестирование ассирийских популяций является относительно новым направлением исследований, но до сих пор поддерживает непрерывность от бронзового и железного веков и подчеркивает представление о том, что ассирийцы исторически редко смешивались с окружающими населениями. Генетические исследования, проведенные в 2000 и 2008 годах, подтверждают, что ассирийцы генетически отличаются от других групп на Ближнем Востоке, с высокой эндогамией; это указывает на то, что община исторически была относительно закрытой из-за своих религиозных и культурных традиций, с незначительным смешением с другими группами.